# Play Hard
Play Hard é a terceira canção lançada pelo DJ David Guetta para o álbum Nothing But the Beat 2.0, que conta com a participação dos cantores Ne-Yo e Akon. A música faz uma releitura do single de eurodance Better Off Alone, de Alice DeeJay, que foi um grande sucesso nos anos 90.

## Videoclipe
Um vídeo oficial para a faixa foi carregado para o canal oficial de Guetta no VEVO, em 22 de abril de 2013.
O vídeo da música gerou controvérsia por seu retrato estereotipado do México.

## Faixas
- Download digital[5]

1. "Play Hard" - 3:21

- Download digital[6]

1. "Play Hard" (New Edit) - 3:28

- Download digital - EP[7]

1. "Play Hard" (Albert Neve Remix) - 6:52
2. "Play Hard" (R3hab Remix) - 4:06
3. "Play Hard" (Maurizio Gubellini & Delayers In Da House Remix) - 5:00
4. "Play Hard" (Maurizio Gubellini Remix) - 5:11
5. "Play Hard" (Spencer & Hill Remix) - 6:19
6. "Play Hard" (Extended) - 5:12

- German CD single[8]

1. "Play Hard" (Albert Neve Remix) - 6:52
2. "Play Hard" (R3hab Remix) - 4:06
3. "Play Hard" (Maurizio Gubellini & Delayers In Da House Remix) - 5:00
4. "Play Hard" (Maurizio Gubellini Remix) - 5:11
5. "Play Hard" (Spencer & Hill Remix) - 6:19
6. "Play Hard" (Extended Version) - 5:12

## Desempenho nas paradas
| Parada (2012–13)                                | Melhor posição |
| ----------------------------------------------- | -------------- |
| Austrália (ARIA)                                | 16             |
| Áustria (Ö3 Austria Top 75)                     | 10             |
| Bélgica (Ultratop 50 de Flandres)               | 19             |
| Bélgica (Ultratop 50 da Valônia)                | 25             |
| Brasil (Brasil Hot 100 Airplay)                 | 46             |
| Brasil (Brasil Hot Pop Songs)                   | 15             |
| Canadá (Canadian Hot 100)                       | 34             |
| Dinamarca (Hitlisten)                           | 12             |
| França (SNEP)                                   | 7              |
| O campo songid é OBRIGATÓRIO PARA PARADA ALEMÃ  | 8              |
| Hungria (Dance Top 40)                          | 20             |
| Irlanda (IRMA)                                  | 19             |
| Luxemburgo Digital Songs (Billboard)            | 2              |
| Escócia (Scottish Singles Chart)                | 15             |
| Eslováquia (Rádio Top 100)                      | 68             |
| Suécia (Sverigetopplistan)                      | 31             |
| Suíça (Schweizer Hitparade)                     | 9              |
| Reino Unido (UK Dance Chart)                    | 3              |
| Reino Unido (UK Singles Chart)                  | 21             |
| Estados Unidos Hot Dance Club Songs (Billboard) | 15             |